# Breckland
Breckland è un distretto del Norfolk, Inghilterra, Regno Unito, con sede a East Dereham.

## Storia
Il distretto fu creato con il Local Government Act 1972, il 1º aprile 1974 dalla fusione del borough di Thetford con i distretti rurali di East Dereham e Swaffham, col distretto rurale di Wayland, il distretto rurale di Mitford and Launditch ed il distretto rurale di Swaffham.

## Parrocchie civili
- Ashill
- Attleborough
- Banham
- Bawdeswell
- Beachamwell
- Beeston with Bittering
- Beetley
- Besthorpe
- Billingford
- Bintree
- Blo' Norton
- Bradenham
- Bettenham
- Bridgham
- Brisley
- Bylaugh
- Carbrooke
- Caston
- Cockley Cley
- Colkirk
- Cranwich
- Cranworth
- Croxton
- Didlington
- Dereham
- East Tuddenham
- Elsing
- Foulden
- Foxley
- Fransham
- Garboldisham
- Garvestone
- Gateley
- Gooderstone
- Great Cressingham
- Great Dunham
- Great Ellingham
- Gressenhall
- Griston
- Guist
- Hardingham
- Harling
- Hilborough
- Hockering
- Hockham
- Hoe
- Holme Hale
- Horningtoft
- Ickburgh
- Kempstone
- Kenninghall
- Kilverstone
- Lexham
- Litcham
- Little Cressingham
- Little Dunham
- Little Ellingham
- Longham
- Lynford
- Lyng
- Mattishall
- Merton
- Mileham
- Mundford
- Narborough
- Narford
- Necton
- New Buckenham
- Newton by Castle Acre
- North Elmham
- North Lopham
- North Pickenham
- North Tuddenham
- Old Buckenham
- Ovington
- Oxborough
- Quidenham
- Riddlesworth
- Rocklands
- Roudham and Larling
- Rougham
- Saham Toney
- Scarning
- Scoulton
- Shipdham
- Shropham
- Snetterton
- South Acre
- South Lopham
- South Pickenham
- Sparham
- Sporle with Palgrave
- Stanfield
- Stanford
- Stow Bedon
- Sturston
- Swaffham
- Swanton Morley
- Thetford
- Thompson
- Tittleshall
- Tottington
- Twyford
- Watton
- Weasenham All Saints
- Weasenham St. Peter
- Weeting-with-Broomhill
- Wellingham
- Wendling
- Whinburgh and Westfield
- Whissonsett
- Wretham
- Yaxham